# Жозе Едуарду душ Сантуш
Жозе Едуарду душ Сантуш (порт. José Eduardo dos Santos; 28 серпня 1942, Луанда — 8 липня 2022) — другий президент Анголи з 10 вересня 1979 по 26 вересня 2017.

## Життєпис
Жозе Едуарду душ Сантуш народився 28 серпня 1942 року в м. Луанда. Батько, Едуарду Авеліну душ Сантуш — каменяр на пенсії. Мати, Жасинта Жозе Пауліну — домогосподарка. Обидва батьки нині покійні.
Жозе душ Сантуш закінчив початкову школу в м. Луанда. Середню освіту здобув в національному ліцеї Сальвадор Коррея. На початку 50-х років, ще будучи студентом ліцею, душ Сантуш починає свою політичну діяльність В цей період, зі створенням партії МПЛА — Народного руху за звільнення Анголи — національний рух в країні отримав новий імпульс. душ Сантуш бере активну участь в роботі підпільних груп, що створюються в той період в приміських районах Луанди.

### Боротьба з колоніальним режимом
Події 4 лютого 1961 року, що поклали початок збройній боротьбі за національну незалежність, викликали хвилю жорстоких репресій з боку португальських колонізаторів відносно африканського населення Луанди. МПЛА ухвалює рішення про перехід до нових методів ведення боротьби. Багато ангольської молоді виїжджають з країни з тим, щоб взяти активну участь в збройній боротьбі за незалежність.
7 листопада 1961 року, у складі групи з семи осіб, душ Сантуш таємно залишає країну і прямує в Конго у Леопольдвіль. Завдяки винятковим особистим якостям, у віці 20 років душ Сантуш одночасно виконує функції віцеголови молодіжної організації МПЛА, одним із засновників якої він є, і першого представника МПЛА в Браззавілі. У 1962 році приходить до переконання, що збройний шлях є основною формою боротьби проти колоніального панування, і вступає в ряди EPLA (назва партизанської організації МПЛА).
У листопаді 1963 року, у складі групи стипендіатів МПЛА, прямує на навчання в СРСР, де поступає в Бакинський інститут нафти та газу. У червні 1969 року отримує диплом інженера-нафтовика.
Під час навчання в інституті душ Сантуш займається питаннями політичної роботи серед ангольських студентів в СРСР, а потім стає керівником співтовариства ангольських студентів в Радянському Союзі. Після захисту диплома був направлений в спеціальне військове училище в СРСР, де протягом одного року проходить курс військової підготовки за фахом зв'язківця. Отримані знання дозволяють душ Сантушу в період з 1970 по 1974 рік посідати посаду начальника вузла зв'язку Північного фронту, а пізніше заступника начальника служби зв'язку Другого військово-політичного округу МПЛА в Кабінді.
У 1974 році душ Сантуш призначається членом Тимчасової комісії з реорганізації Північного фронту і начальником фінансової служби Другого військового округу. Водночас він знов призначається на посаду представника в МПЛА в Браззавілі, де продовжує працювати до червня 1975 року.
У вересні 1975 на міжрегіональній конференції МПЛА, що проходила на Східному фронті (Мошику), за пропозицією Агостіньо Нето, обирається членом Центрального Комітету і членом Політбюро МПЛА. На нього покладаються обов'язки з координації політичної та дипломатичної діяльності в рамках Другого військово-політичного округу.

### Незалежна Ангола
У червні 1975 року, в украй складний внутрішньополітичний період, що передував проголошенню національної незалежності, душ Сантуш призначається координатором Департаменту закордонних справ МПЛА. Він розпочинає організацію різних служб дипломатичного відомства в Луанді, а також займається активною дипломатичною діяльністю, направленою на встановлення відносин з більшістю африканських держав. У цей період він одночасно виконує обов'язки голови Департаменту охорони здоров'я МПЛА.
Після проголошення 11 листопада 1975 року незалежності Народної Республіки Ангола душ Сантуш призначається на посаду міністра закордонних справ. В період перебування душ Сантуша на посту чільника МЗС, завдяки енергійним дипломатичним зусиллям, в лютому 1976 року Ангола добилася визнання як повноправного члена ОАЄ, а 1 грудня 1976 року стала повноправним членом ООН.
На I з'їзді МПЛА, що відбувся в грудні 1977 року, душ Сантуш обирається членом ЦК і членом Політбюро МПЛА — партії праці. У період з 1977 по 1979 рік виконує обов'язки секретаря ЦК з питань освіти, культури та спорту, потім секретаря ЦК із питань національної реконструкції, і пізніше секретаря ЦК з питань економічного розвитку і планування. У цей же період, аж до грудня 1978 року, одночасно виконує обов'язки першого заступника голови Ради Міністрів. У грудні 1978 року призначається міністром планування.

### Президент
Після кончини першого президента Анголи Антоніу Агоштінью Нету, 20 вересня 1979 року душ Сантуш обирається головою МПЛА — Партії праці. 21 вересня 1979 року душ Сантуш вступає на посаду голови МПЛА — ПТ, президента Народної Республіки Ангола і головнокомандувача Народними збройними силами звільнення Анголи (FAPLA).
У листопаді 1980 року душ Сантуш обирається головою Народної Асамблеї — найвищого органу державної влади.
17 грудня 1980 року, на позачерговому з'їзді МПЛА — ПП, були підтверджені повноваження душ Сантуша по виконання обов'язків на всіх вищеперелічених державних посадах. У першій половині 80-х років душ Сантуш зробив перші спроби проведення політичних і економічних реформ, реалізація яких украй ускладнювалася станом війни, в якому знаходилася країна.
У 1985 році II з'їзд МПЛА — ПП знов затвердив душ Сантуша на всіх державних постах.
У період з 1986 по 1992 рік душ Сантуш зосереджує зусилля на активізації процесу мирного врегулювання в країні. В результаті, до 1992 року було завершено виведення окупаційних військ ПАР з національної території, а також було розв'язано питання про повернення на батьківщину кубинського військового контингенту.
У грудні 1986 року душ Сантушу надано звання генерала армії — вищого військового звання Анголи.
У цей період, у зв'язку зі змінами міжнародних обставин в регіоні й, зокрема, з проголошенням незалежності Намібії, були розпочаті переговори, в результаті яких був підписаний мирний договір в Біссі та початий процес переходу Анголи до політичного плюралізму і принципів ринкової економіки. Підписання договору зробило можливою організацію і проведення демократичних виборів на багатопартійній основі. В результаті виборів МПЛА отримала більшість місць в найвищому законодавчому органі країни. За душ Сантуша проголосували 49,57 % виборців. У зв'язку з неможливістю проведення другого туру виборів, душ Сантуш новопризначений на пост президента Республіки Ангола.
Серед найзначніших завдань, що стояли перед президентом Анголи, можна відзначити забезпечення територіальної цілісності, досягнення і збереження миру в країні. Ці задачі були вирішені в результаті підписання у квітні 2002 року в Луанді Меморандуму про взаєморозуміння, що з'явився доповненням до Лусакського Протоколу.
Після розпаду СРСР душ Сантуш здійснив ринкові реформи й допустив у країну іноземні компанії. Ангола стала другим після Нігерії виробником нафти в Африці, і від 2007 Ангола є одним із членів Організації країн-експортерів нафти.
На парламентських виборах 2012 року партія МПЛА здобула впевнену перемогу та за новою конституцією Жозе Едуарду душ Сантуш зберіг свою посаду як голова парламентського списку, що переміг.

## Відзнаки та нагороди
Заслуги душ Сантуша відмічені присвоєнням багатьох нагород і звань. 29 квітня 1993 року душ Сантуш, на знак визнання його зусиль зі створення «вільної демократичної та мирної Анголи», був удостоєний Почесного диплома Національного інституту свободи США (INS). душ Сантушу був удостоєний низки високих іноземних нагород і відзнак, зокрема, він був відмічений Почесними Дипломами "Національної комісії з расової справедливості єдиної церкви Христа (США) і Федерального університету Бразилії, йому вручали нагороди президент Намібії Сем Нуйома і президент Габона Омар Бонгу. У 1998 році на IV черговому з'їзді партії душ Сантуш знов переобраний головою МПЛА.
Душ Сантуш є співзасновником Співтовариства країн офіційної португальської мови (CPLP).

## Особисте життя
Дружина — Ана Паула душ Сантуш. У пари троє дітей, серед яких донька Ізабел душ Сантуш, у 2013-му стала першою жінкою-мільярдером в Африці. У вільний час займався футболом, гандболом, баскетболом, грає на гітарі та барабані. Віддав перевагу легкій музиці. Любив літературу, де віддав перевагу ангольським авторам.